# Доњи Суви До
Доњи Суви До (алб. Suhodoll i Poshtëm) је насеље у општини Косовска Митровица, Косово и Метохија, Република Србија. Према попису из 2011. године место је имало 789 становника, укључујући и 787 Албанаца. Након 1999. село је познато и као Доњи Тејибри (алб. Tejibri i Poshtëm) и као Доњи Бузибри (алб. Buzibri i Poshtëm).
Доњи Суви До се налази се у северној Митровици, поред пута Митровица–Рибариће–Подгорица, западно од Митровице. Припада катастарској општини Суви До (422 ha), а физиономично је повезано са Горњим Сувим Долом.

## Географија
Доњи („Турски”) Суви До је поред главног пута који води из Митровице с леве стране Ибра за село Чабру и даље за колашинска села под Рогозном. Село је разбијеног типа, налази се на 520-540 метара надморске висине, на левој страни долине реке Ибар, југоисточно од подножја Рогозне (1479 м). Село је збијеног типа насеља, као што су и села на Косову, с кривудавим улицама, ћорсокацима, итд. Вода се употребљава са Чешме, која је усред села, Чешме код „теке“ (гробнице) и са чесме Бошњакот. Њиве су поред Ибра, а испаше повише села по рудинама на местима која се називају: Равна, Лужњача или Брегу Лужњача, Шпат и Мадх, Арат е Гата, Арат е Каљас, Арат е Јазер, Арат е Смоницес; шума храстова била је „у Рамиће”, посечена и искрчена за њиве.

## Историја
Муслиманско гробље је поред пута ниже села. Черкеско гробље било је ниже градине на Малом Звечану. Село има џамију и две текије. Насеље је мухаџирско, досељених Албанаца из Топлице 1878. Они су из околине Куршумлије. Тада се доселило и неколико босанских поисламљених родова, који су се касније одселили у Митровицу. Пре њихова доласка на данашњем месту било је насеље Черкеза, који су се 1878. године одселили за Турску (било их је око 10 кућа).

## Порекло становништва по родовима
Родови у селу:
- Гашани (алб. Gashi), 20 кућа. Пореклом су из фиса (племена) Гаши.
- Краснићи (алб. Krasniqi), 8 кућа. Пореклом су из фиса (племена) Краснићи.
- Хоти, 5 кућа. Пореклом су из фиса (племена) Хоти.
- Бериши (алб. Berisha), 3 куће. Пореклом су из фиса (племена) Бериша.

## Демографија
| Година       | 1948 | 1953 | 1961 | 1971 | 1981 | 1991 | 2011 |
| ------------ | ---- | ---- | ---- | ---- | ---- | ---- | ---- |
| Становништво | 357  | 342  | 402  | 540  | 739  | 881  | 789  |

|  |

## Становништво
Према попису из 1981. године место је било већински насељено Албанцима.
| Етнички састав према попису из 1981.‍ | Етнички састав према попису из 1981.‍ | Етнички састав према попису из 1981.‍ | Етнички састав према попису из 1981.‍ | Етнички састав према попису из 1981.‍ |
| ------------------------------------ | ------------------------------------ | ------------------------------------ | ------------------------------------ | ------------------------------------ |
|                                      |                                      |                                      |                                      |                                      |
| Албанци                              | Албанци                              |                                      | 739                                  | 100%                                 |
| Укупно: 739                          |                                      |                                      |                                      |                                      |